# Christian Klosmann
Christian Klosmann, również znany jako Krystian Klosmann (ur. 28 maja 1697, zm. 24 kwietnia 1774) – polityk, burmistrz Torunia.

## Życiorys
Był uczniem Gimnazjum Akademickiego w Toruniu, studiował na uniwersytetach w Jenie i Lipsku. W 1721 roku objął urząd sekretarza Rady Torunia. W drugiej połowie 1724 roku bez skutku próbował przekonać sąd asesorski o umorzenie sprawy tzw. tumultu toruńskiego. W następnych latach pomagał polskim różnowiercom próbował zmniejszyć ograniczenia nałożone na ludność ewangelicką zamieszkałą w Toruniu.
7 marca 1742 roku został burmistrzem Torunia, dwunastokrotnie sprawował stanowisko prezydenta Rady. Jego głównym zadaniem była budowa nowego kościoła ewangelickiego, który miał zastąpić kościół Wniebowzięcia Najświętszej Marii Panny, utracony w 1724 roku. Budowę nowego kościoła ukończono w 1756 roku. Wspierał rozwój handlu, zaangażował się w plany ulokowania w Toruniu mennicy państwowej. Bezskutecznie próbował ograniczyć kwaterunki i dostaw do oddziałów rosyjskich stacjonujących w Toruniu w latach 1758–1762.
Opowiadał się za utrzymaniem bądź poszerzeniem autonomii Prus Królewskich. Przypisuje mu się krytykę rządów saskich w Rzeczypospolitej. Podczas bezkrólewia w latach 1763–1764 poparł Stanisława Augusta Poniatowskiego. W tym samym czasie próbował uzyskać poparcie Rosji dla przywrócenia dysydentom pełnych praw politycznych i wyznaniowych. W 1765 roku nawiązał kontakty z działaczami dysydenckimi, rok później stał się aktywnym działaczem. Za jego sprawą 20 marca 1767 roku Toruń dołączył do konfederacji toruńskiej. Jako oficjalny delegat konfederacji przyczynił się do zniesienia części postanowień dekretu z 1724 roku i zwiększenia praw toruńskich protestantów.
Negatywnie odnosił się o Królestwie Prus, w marcu 1772 roku pisał, że wolałby żyć w Polsce na sześciu łanach niż w Prusach na osiemnastu. Po I rozbiorze Polski, zdając sobie sprawę z bardzo trudnej sytuacji Torunia, zaczął przychylać się do opinii, że włączenie miasta do Prus zapobiegnie upadkowi Torunia.
Jest uważany za najwybitniejszego polityka toruńskiego z XVIII wieku. Za życia uchodził za autorytet w sprawach prawno-ustrojowych.
Za zasługi na rzecz budowy kościoła św. Ducha został pochowany w tejże świątyni. Epitafium Klossmana usunięto po 1945 roku.